# (3165) Mikawa
(3165) Mikawa (1984 QE) – planetoida z pasa głównego asteroid okrążająca Słońce w ciągu 3,36 lat w średniej odległości 2,24 au. Odkryta 31 sierpnia 1984 roku.